# Loveparade

Logo der Loveparade

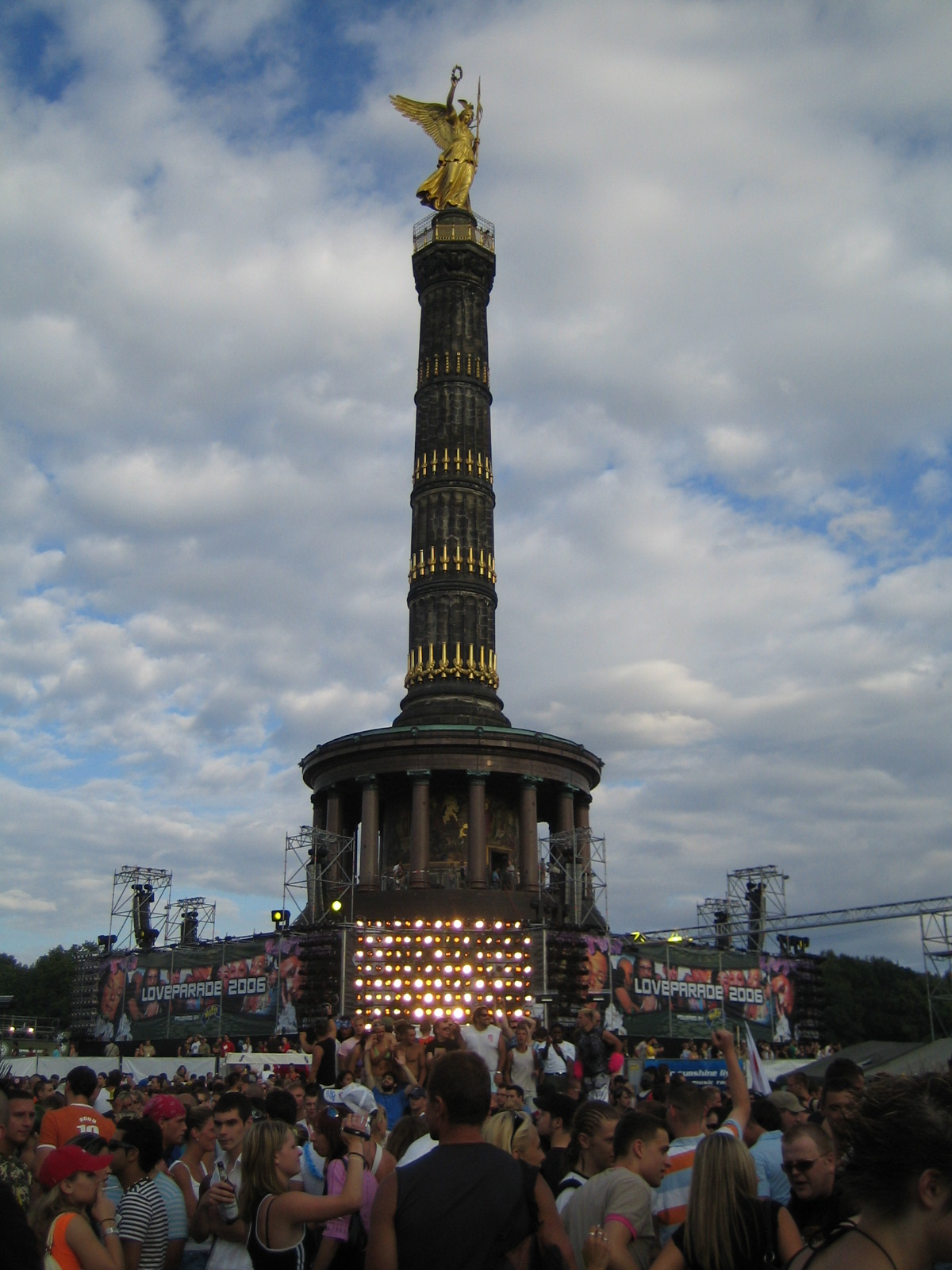
Berliner Loveparade 2006 an der Siegessäule

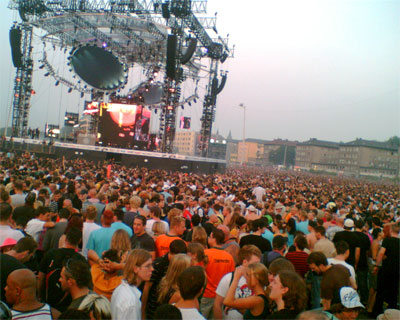
Bühne auf dem Berliner Platz bei der Loveparade 2007 in Essen

Die Loveparade (auch: Love Parade oder Love-Parade) war eine von 1989 bis 2010 veranstaltete Technoparade.

## Hintergrund
Die Parade fand von 1989 bis 2006 in Berlin und ab 2007 bis 2010 an wechselnden Orten im Ruhrgebiet statt. In den Jahren 2004, 2005 und 2009 wurde sie nicht durchgeführt. Nach dem Unglück bei der Loveparade 2010 in Duisburg fand die Loveparade nicht mehr statt.
Die Veranstaltung entwickelte sich im Laufe der Jahre von einem kleinen Straßenumzug der West-Berliner Technomusikszene zunächst zu einer international bekannten Veranstaltung der Technokultur und später zum Massenspektakel und Marketingevent mit bis zu 1,5 Millionen Teilnehmern.

## Geschichte

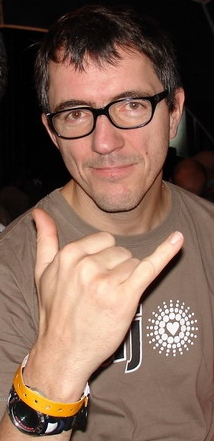
Dr. Motte, auf der Loveparade 2005 in Acapulco, Mexiko

Die erste Loveparade wurde in Berlin am 1. Juli 1989 von dem Techno-Discjockey Matthias Roeingh (Künstlername Dr. Motte) und der Multimediakünstlerin Danielle de Picciotto initiiert. Die Idee, die Parade als Demonstration anzumelden, hatte Miriam Scheffler. Die Parade wurde als angemeldete politische Demonstration durchgeführt, für „Friede, Freude, Eierkuchen“ (für Frieden: Abrüstungen auf allen Ebenen, besonders zwischenmenschlich; für Freude: Durch Tanz und Musik als Mittel der Verständigung; Eierkuchen: Für eine gerechte Nahrungsmittelverteilung auf der Welt).
Die Parade führte – vom Vorplatz des Bahnhofs Zoo aus – auf der gesperrten rechten Seite des Kudamms Richtung Olivaer Platz. Vorneweg fuhr ein blauer VW-Bus mit riesigen Frontlautsprechern. Hervor stach ein halbnackter Einradfahrer mit Federboa um die Schultern. 1990 organisierten Dr. Motte, Helge Birkelbach, Kati Schwind, Sandra Molzahn und Ralph Günther die Parade. Ab 1991 Dr. Motte, Jürgen Laarmann, Ralf Regitz, Sandra Molzahn und Kati Schwind. 1996 wurde die Loveparade GmbH gegründet. Gesellschafter bis zur Übernahme durch Rainer Schaller von Mc Fit im Jahr 2006 waren Dr. Motte, William Röttger, Sandra Molzahn, Ralf Regitz und Andreas Scheuermann.
Von ursprünglich 150 Beteiligten wuchs die Loveparade – nach Angaben der Veranstalter – auf etwa 1,5 Millionen Besucher im Jahr 1999 an. Seit Mitte der 1990er Jahre hatte sich die Technomusikszene von der Veranstaltung zunehmend zurückgezogen und Gegenveranstaltungen wie die Fuckparade initiiert. Ab dem Jahr 2000 waren die Besucherzahlen in Berlin rückläufig. Im Jahr 2001 wurde der Veranstaltung durch das Bundesverfassungsgericht der Demonstrationsstatus aberkannt und sie als kommerzielle Veranstaltung eingestuft. Nach einer Pause in den Jahren 2004 und 2005 fand sie 2006 mit einem neuen Veranstalter, der Lopavent GmbH des Unternehmers Rainer Schaller, und einem modifizierten Konzept wieder in Berlin statt. Dr. Motte, der als der Gründer bezeichnet werden kann, distanzierte sich klar von diesem Konzept, weil der Veranstalter nur monetäre Ziele verfolge und materielle Interessen vertrete. Die Parade erreichte nach Angaben der Berliner Polizei ein Besucheraufkommen von etwa 500.000 Menschen. Die für den 7. Juli 2007 geplante Loveparade wurde im Februar vom Veranstalter abgesagt.
Der Veranstalter suchte europaweit eine neue Partnerstadt und wurde am 15. Juni 2007 fündig. Die Wirtschaftsförderungsgesellschaft metropoleruhr GmbH teilte mit, dass die Loveparade für fünf Jahre ins Ruhrgebiet umziehen würde. Am 25. August 2007 fand das Ereignis laut ursprünglicher Aussage des Veranstalters mit etwa 1,2 Millionen Besuchern in Essen, am 19. Juli 2008 mit etwa 1,6 Millionen Besuchern in Dortmund – die für 2009 geplante Parade in Bochum wurde abgesagt – und am 24. Juli 2010 in Duisburg mit 1,4 Millionen Besuchern statt. Medienberichten zufolge belegen interne Papiere des Veranstalters, dass die offiziellen Besucherzahlen der Loveparade seit Jahren massiv falsch verlautbart wurden und keinen Bezug zur wirklichen Besucherzahl hatten. Die Zahl der erwarteten Besucher sei manipulativ verdreifacht worden.
Bei der 19. Loveparade am 24. Juli 2010 in Duisburg kam es durch Rückstau auf der Tunnelrampe zu einem Unglück, bei dem 21 Menschen ums Leben kamen, von denen 16 direkt am Unglücksort verstarben. Während der gesamten Veranstaltung wurden mehr als 500 Besucher verletzt. Der Organisator der Loveparade 2010, Rainer Schaller, teilte am Tag nach dem Unglück mit, dass künftig keine Loveparade mehr stattfinden werde.

### 1989–1995: Die Anfänge auf dem Kurfürstendamm

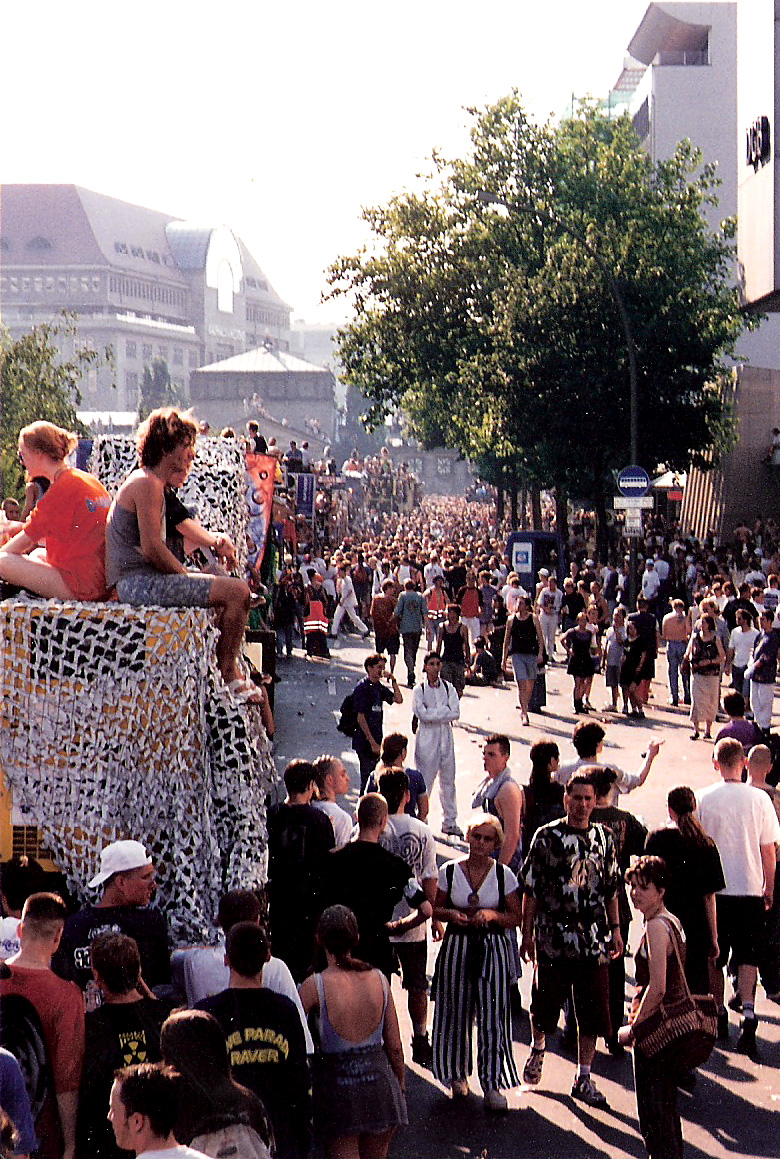
Der Franconia Love Truck am Wittenbergplatz, 1995

Die Idee zur ersten Loveparade hatte Dr. Motte sechs Wochen vorher, vor einer Partylocation in Berlin-Kreuzberg. Unter dem Motto „Friede, Freude, Eierkuchen“ wurde diese als politische Demonstration angemeldet und fand am 1. Juli 1989 statt. Die Idee, die Parade als Demonstration anzumelden, hatte Miriam Scheffler. Bei der Organisation halfen Stammgäste des Ufo-Clubs. Daran sollen etwa 150 Personen teilgenommen haben. Mithilfe eines Generators sowie einer Anlage auf drei Autos zogen sie über den Kurfürstendamm. Die Afterparty der ersten Loveparade fand im Ufo, dem ersten Acid-House-Club Berlins, statt. Dr. Motte spielte an diesem Abend allerdings in seinem Stammclub, der Turbine Rosenheim.
Im folgenden Jahr stieg die Größe auf etwa 2000 Menschen an, was, neben der Mundpropaganda durch die Teilnehmer des Vorjahres, an dem Interesse der Jugendlichen aus dem ehemaligen Ost-Berlin lag, die wegen des Mauerfalls erstmals die Möglichkeit hatten, an der Veranstaltung teilzunehmen. Dr. Motte, Helge Birkelbach, Kati Schwind, Sandra Molzahn und Ralph Günther organisierten die Parade.
Im Mai 1991 wurde der Publizist Jürgen Laarmann Teil des Veranstaltungsteams und arbeitete daran, die Loveparade zu einem nationalen Event aufzubauen. Auf einem von Laarman entworfenen Poster war das von dem Grafiker Alexander Branczyk entworfene offizielle Logo mit einem Herz abgebildet. Die Loveparade stand 1991 unter dem Motto „My House Is Your House And Your House Is Mine“ und wurde von etwa 6000 Menschen besucht. Sie gilt als erstes überregionales Zusammentreffen der verschiedenen bundesweiten Technoszenen. Es reisten Szeneaktivisten aus mehreren Städten nach Berlin, um ihre regionale Technokultur zu präsentieren, wodurch erste Netzwerke und ein bundesweiter Austausch der jungen Technokultur zustande kamen. Gruppen aus Frankfurt am Main und aus Köln beteiligten sich mit einem eigenen Wagen. Mit dem Wagen, auf dem WestBam und Marusha auftraten, nahm erstmals ein größerer Truck mit einem leistungsstärkeren Soundsystem an der Loveparade teil, sowie ein Filmteam, das Aufnahmen für Westbams Musikvideo zu dem Track I Can’t Stop anfertigte. Mit dem Wachstum der Parade und der Professionalisierung einiger Gruppen begann ein szeneinterner Diskurs über eine startende Kommerzialisierung und die Abkehr von ursprünglichen Idealen. Von dem Musiksender MTV wurde die Veranstaltung als „German Summer of Love“ betitelt. 1992 charterte die „Frankfurt Posse“ einen Sonderzug von Frankfurt nach Berlin, den sogenannten „Love Train“. 15 Musikwagen traten in diesem Jahr an. Es wurde auch in der Tagesschau und bundesweit über die Veranstaltung berichtet. 1993 reisten zunehmend Menschen aus dem Ausland an. Das Musiklabel Low Spirit beteiligte sich an der Organisation der Parade.
Als prägend für die Loveparade 1994, an der 40 Wagen gestartet waren, gilt der von DJ Tanith organisierte Sowjetpanzer, den er von dem Kunsthaus Tacheles ausgeliehen hatte und auf dem er mit einem Zepter mit Totenkopf auftrat.
Im Jahr 1995 wurde die Love Parade GmbH von den Gesellschaftern Jürgen Laarmann, William Röttger, Dr. Motte, Sandra Molzahn, Andreas Scheuermann und Ralf Regitz gegründet. Die Gesellschaft verwertete die Markenrechte an der Veranstaltung und war für die Durchführung und die Akquise finanzieller Mittel durch Sponsoring, Medienpartnerschaften und den Verkauf eigener Merchandising-Produkte zuständig. Die Parade wurde zunächst für den 1. Juli angemeldet. In der Anmeldung hieß es: „Mit dieser Demonstration wollen wir für einen ungeteilten Frieden auf der ganzen Welt demonstrieren. Insbesondere fordern wir einen sofortigen Waffenstillstand in Bosnien, Tschetschenien und Mexiko.“ Allerdings war für diesen Tag in Berlin bereits der Christopher Street Day angemeldet und die Stadt erwartete wegen der Verhüllung des Reichstags durch das Künstlerehepaar Christo und Jeanne-Claude deutlich höhere Touristenzahlen. Das Veranstaltungs-Team schlug daraufhin den 8. Juli vor und führte Gespräche mit der Stadt, die ein vorgelegtes Sicherheitskonzept und ein Konzept zur Müllvermeidung verlangte. Da die Loveparade bisher als Demonstration angemeldet war, trug die Stadt bisher die Kosten für die Müllbeseitigung. Mit dem Wachstum der Veranstaltung und den damit einhergehenden steigenden Müllentsorgungskosten wollte der damalige Innensenator Dieter Heckelmann (CDU) der Veranstaltung den Demonstrationsstatus aberkennen. Die Forderung wurde jedoch von weiteren Senatsmitgliedern nicht unterstützt. Der Polizeipräsident gab am 24. Mai bekannt, dass der Loveparade die Genehmigung verweigert werde. Die Veranstalter legten dagegen Widerspruch und eine Verwaltungsbeschwerde ein. Der Mitorganisator William Röttger kündigte auf einer Pressekonferenz an, notfalls „für die Freiheit des Demonstrationsrechts vor Gericht“ zu gehen und „eine einstweilige Verfügung zu erwirken“. Das Verfahren entwickelte sich zum Politikum der anstehenden Abgeordnetenhauswahl. Am 6. Juni trafen sich die Veranstalter mit Vertretern der Senatsverwaltung für Inneres, der Polizei und des Straßenverkehrsamts. Dabei wurde eine Genehmigung in Aussicht gestellt. Die Veranstalter legten ein mehrseitiges Müllentsorgungskonzept vor und verlegten den Beginn der Parade von 14 auf 16 Uhr, um der Händlergemeinschaft „AG City“ entgegenzukommen. Diese hatte nach der Loveparade im Vorjahr Befürchtungen um Umsatzeinbußen vorgebracht.
Es beteiligten sich immer mehr Clubs und Labels mit eigenen Lovemobiles („Floats“). Die Zigarettenmarke Camel war Sponsor der Veranstaltung. Mehrere Teilnehmende bestiegen die Verkehrsschilder und Straßenlaternen, was die Stadt in den folgenden Jahren bei den historischen Laternen durch das Anbringen von Abwehrgittern und dem Auftragen von Rutschmittel zu verhindern versuchte. Zunehmend als Problem wahrgenommen wurde in diesem Jahr der illegale Getränkeverkauf durch fliegende Händler und der damit einhergehende zusätzliche Müllanstieg. Neben der eigentlichen Parade wurde ein Rahmenprogramm mit Raves angeboten. Der SFB sendete am Veranstaltungstag mehrere Stunden lang live von der Loveparade. Die Moderatorin Anne Will berichtete live vor Ort für den SFB.

### 1996–2000: Entwicklung zur Großveranstaltung an der Siegessäule

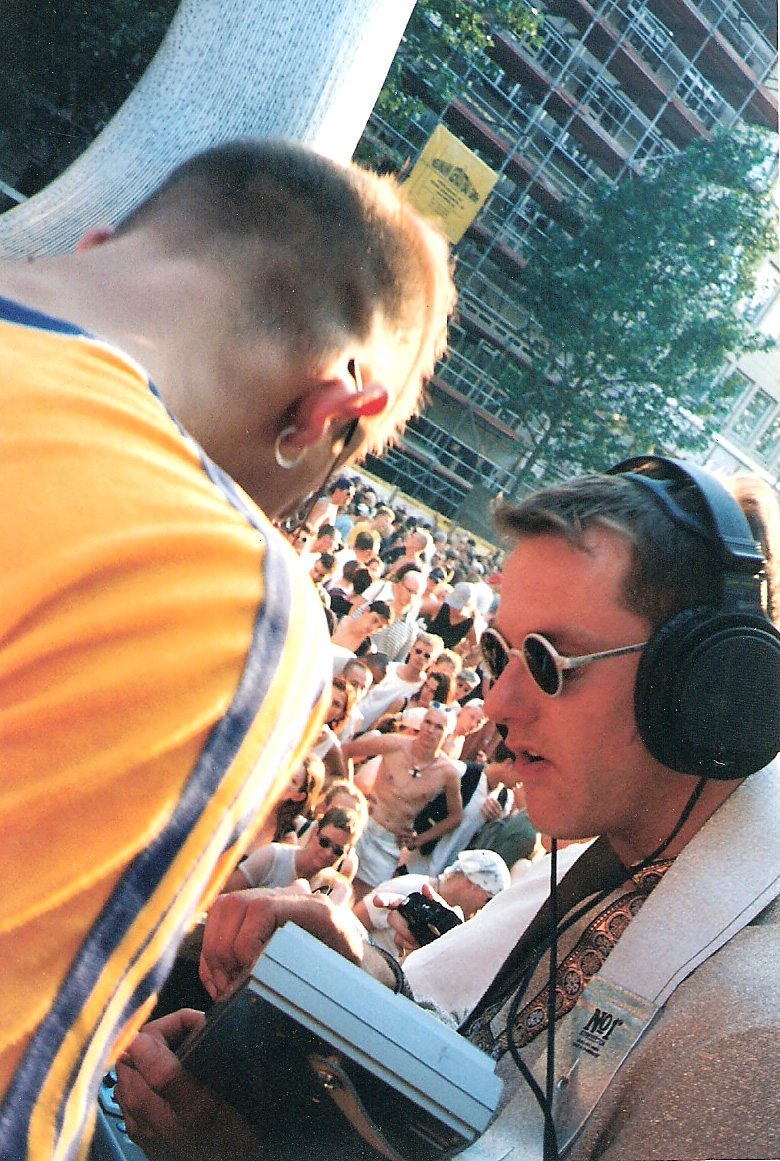
Liveact N-SON-X auf dem Franconia Love Truck, 1996

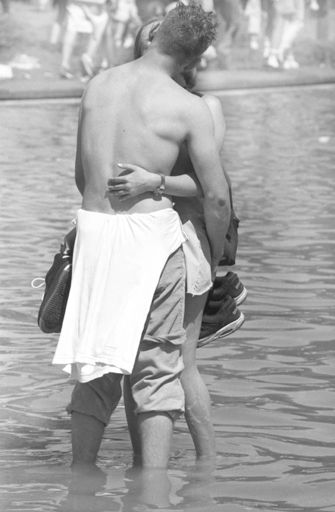
Liebende auf der Berliner Loveparade 1999

Mit den steigenden Besucherzahlen der vergangenen Jahre wuchsen die Proteste der Anwohner und Geschäftsleute am Kurfürstendamm, der sich für die Veranstaltung als zu eng erwies. Zudem waren neben der Paradestrecke die Nebenstraßen überfüllt. Da die Parade als Massenveranstaltung inzwischen eine Institution und ein Wirtschaftsfaktor für die Stadt geworden war, wurde für 1996 nach einer Ausweichstrecke gesucht. Während die Veranstalter die Parade über den Boulevard Unter den Linden laufen lassen wollten, sprach sich der neue Berliner Senat für die Route vom Alexanderplatz über die Karl-Marx-Allee nach Friedrichshain aus, weil der Schutz der Unter den Linden liegenden und erst kürzlich renovierten Baudenkmäler nicht zu gewährleisten sei. Die Veranstalter wollten sich jedoch nicht „an den Rand der Stadt abdrängen“ lassen und diskutierten außerdem eine Verlegung der Veranstaltung nach Frankfurt am Main, was teilweise als Drohung gegenüber dem Senat verstanden wurde. Am 10. April kam es jedoch zu einer Einigung auf eine Route vom Ernst-Reuter-Platz über die Siegessäule bis kurz vor das Brandenburger Tor und wieder zurück zur Siegessäule. Der Bund für Umwelt und Naturschutz kritisierte die durch den Großen Tiergarten verlaufende Route, weil sie die dortige Fauna und Flora beeinträchtigt sahen. Der damalige Bezirksbürgermeister Jörn Jensen (Bündnis 90/Die Grünen) bemängelte fehlende Absprachen und zu hohe voraussichtlichen Kosten des Bezirks für die anschließenden Aufräumarbeiten im Tiergarten. Lediglich die örtlichen Sicherheitsbehörden waren, wie der ehemalige Loveparade-Produktionsleiter Angelo Plate 2019 in dem Dokumentarfilm Loveparade – Als die Liebe tanzen lernte rückblickend erklärt, mit den organisatorischen Bedingungen rund um die Siegessäule äußerst zufrieden, da die Besuchermenge im Falle einer Gefahr oder Katastrophe in alle Richtungen in den offenen grünen Tiergarten hätte frei flüchten können, feste Hindernisse gab es kaum.
Für die Teilnahme mit einem Truck hatten sich im Vorfeld etwa hundert Organisationen beworben. 40 Trucks konnten letztendlich teilnehmen. Deren Soundsysteme nach Vorgaben der Veranstalter auf eine Leistung von 15.000 Watt begrenzt sein sollten. Wegen der Anfahrt der etwa 600.000–750.000 Besucher, kam es in der Stadt und auf den Autobahnen zu Verkehrsbehinderungen. Während sich bisher nur szeneinterne Akteure an der Parade beteiligt hatten, nahmen in diesem Jahr ein Wagen unter dem Motto „Rave for Christ“ teil, ein Wagen von Studierenden der Humboldt-Universität, die gegen finanzielle Kürzungen im Hochschulbereich demonstrierten und ein Wagen der Umweltschutzorganisation Greenpeace teil. MTV übertrug die Veranstaltung und war ebenfalls mit einem eigenen Wagen vertreten. Der Start der Parade verzögerte sich, da die Trucks nicht durch die Menschenmenge hindurch kamen. An der Siegessäule fand ab 20 Uhr eine Abschlusskundgebung mit einer Ansprache von Dr. Motte statt, sowie Auftritte verschiedener DJs auf einer dafür aufgebauten Bühne. Dazu wurden die Soundsysteme mit einer speziellen Radiofrequenz miteinander verbunden, um den Ton zeitgleich übertragen zu können. Dr. Motte rief in seiner Rede zu Frieden und Völkerverständigung durch Musik auf.
Die Parade hatte stets eine für eine Veranstaltung dieser Größenordnung vergleichsweise geringe Zahl an Festnahmen und Verletzten. Bei den stets weniger als 100 Festnahmen ging es insbesondere um Delikte wie offenen Drogenhandel. Bei den Verletzten lagen häufig Kreislaufzusammenbrüche wegen Drogenkonsums oder Sommerhitze vor. Es gab jedoch auch auf der neuen Strecke Probleme mit der Loveparade. Das Müllproblem, die fäkalischen Verunreinigungen des Tiergartens sowie die zunehmende Kommerzialisierung der Veranstaltung sorgten für Streit. Die Betreiber der Wagen hatten immer striktere behördliche Auflagen zu erfüllen.
Im September 1996 wurde die Loveparade für den 12. Juli 1997 angemeldet und im Februar 1997 von der Senatsverwaltung bestätigt. Der Bezirk lehnte im Vorfeld grundsätzlich die geplante Route durch den Tiergarten ab und verwies dabei auf Schäden im Tiergarten und damit einhergehende Kosten. Alternativvorschläge wurden wiederum seitens der Veranstalter aus Sicherheitsgründen abgelehnt. Als Motto war zunächst „Save our planet“ geplant, was später geändert wurde in „Let the sun shine in your heart“. Aus den Erfahrungen des Vorjahres und den in der Menge festgesteckten Trucks, wurde der Zug aufgeteilt. Anhänger aus der Gabber-Szene und um den Club Bunker, spalteten sich in diesem Jahr von der Loveparade ab. Sie veranstalteten mit der „Hateparade“ eine eigene Straßendemonstration, die ab 1998 unter dem Namen „Fuckparade“ fortgeführt wurde. Dort wurden keine Sponsoren zugelassen und neben der Musik politische Botschaften in den Mittelpunkt gestellt. Die Gründe für die Abspaltung lagen vor allem in der zunehmenden Kommerzialisierung der Technobewegung, insbesondere der Parade, sowie in der Schließung des Bunkers. Die eigentliche Loveparade wuchs indessen zu einer Massenveranstaltung mit bis zu 1,5 Millionen Besuchern (Angabe der Veranstalter) im Jahr 1999. In diesem Jahr kam ein Mensch auf der Veranstaltung ums Leben. Der 27-Jährige, der einen Streit zwischen zwei Männern schlichten wollte, wurde mit einem Messer erstochen. Die Menschenmassen brachten selbst Berlin mit seiner gut ausgebauten Infrastruktur und dem Naherholungsgebiet im Berliner Tiergarten in Bedrängnis und die Stimmen in der Bevölkerung, die eine Verlegung in weniger stark besiedelte Gebiete der Stadt forderten, wurden im Senat von Berlin mit wirtschaftlichen Argumenten bekämpft, so dass letztlich die Parade unter geänderten Bedingungen immer wieder genehmigt wurde. Von Juni 1998 bis Juni 2000 war DJ Disko Pressesprecher der Loveparade. Im Folgejahr rückte die Kritik über Müll und Ausscheidungen der Besucher im Tiergarten noch stärker in den Fokus der öffentlichen Debatte. Gegen den Tiergarten als Veranstaltungsort gründete sich zudem eine Bürgerinitiative.
Die Loveparade 2000 fand unter dem Motto „One World One Loveparade“ statt. Dr. Motte beendete sie mit einer „Rede“, die lediglich aus den beiden Sätzen „Back to the Roots. Unsere Welt ist Klang“ bestand. Zudem verbeugte er sich in jeweils jede Himmelsrichtung und erzeugte Töne mit einer Südseemuschel, in die er viermal hinein blies. Der zweite Satz seines Kommentars wurde teilweise akustisch missverstanden als „Unsere Welt ist krank“. Der Auftritt stieß teilweise auf Unverständnis in der Szene. 2018 erklärte Motte in einem Podcast mit Jürgen Laarmann, die Muschel als „älteste[s] Musikinstrument des Planeten“ gewählt zu haben, um damit auf die Wurzeln des Menschen und den Übergang „vom Urkult zur Kultur“ zu verweisen. Er bezog sich dabei auch auf das gleichnamige Buch von Hans Cousto.

### 2001–2003: Aberkennung des Demonstrationsstatus

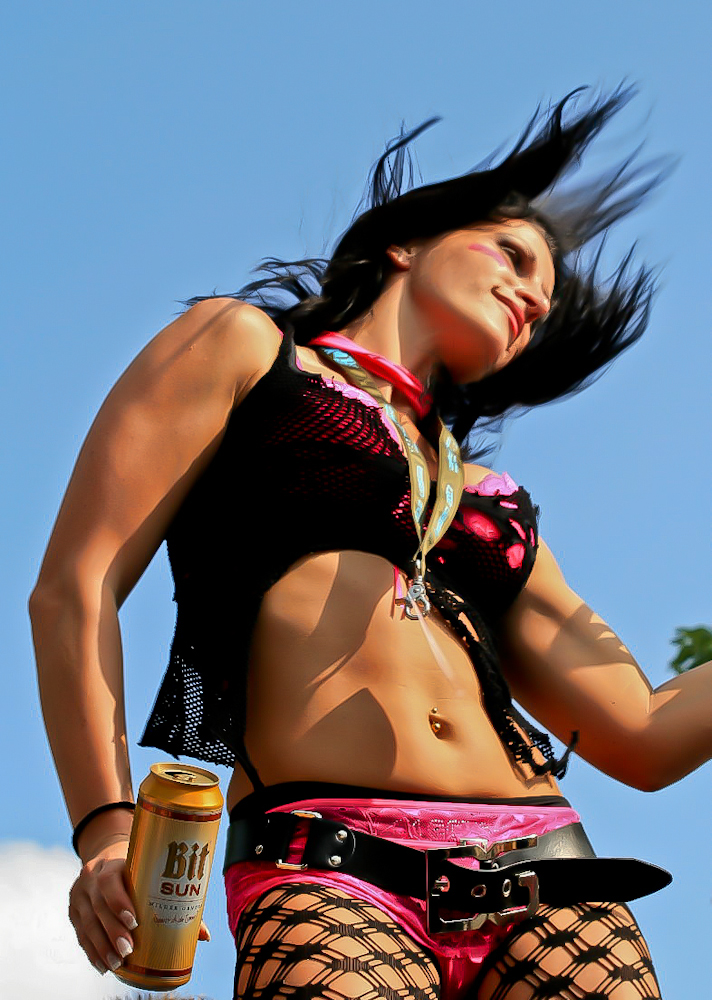
Tänzerin auf der Loveparade 2007

Die Loveparade 2001 konnte nicht an dem vorgesehenen Termin am 14. Juli 2001 stattfinden, da Naturschützer der Bürgerinitiative, die sich gegen den Tiergarten als Veranstaltungsort einsetzte, zeitgleich eine Demonstration angemeldet hatten. Die Loveparade fand deshalb eine Woche später statt – was zu erheblichen Zusatzkosten führte. Zudem wurden sowohl die Loveparade als auch die Fuckparade nicht mehr als politische Demonstrationen anerkannt. Das Bundesverfassungsgericht bestätigte dies in einem Eilverfahren am 12. Juli 2001. Das hatte zur Folge, dass die Veranstalter für die Reinigung und die Sicherheit der Teilnehmer selbst aufkommen mussten. Dies fiel den Organisatoren schwer, da sie zum einen auf großflächige Werbung auf den Fahrzeugen verzichten wollten und zum anderen immer mehr Sponsoren von einer Teilnahme absahen.
Die Parade im Jahr 2002 fand unter dem Motto „Access Peace“ statt.
Die Plattenlabels sahen sich wegen sinkender Einnahmen gezwungen, ihre Beteiligung an der Loveparade abzusagen. Die Ausstattung eines Fahrzeuges mit Technik, Sicherheitskräften und Logistik für die Parade kostete etwa 50.000 Euro. Nur die Beteiligung der Berliner Messegesellschaft hatte die Veranstaltung im Jahr 2003 noch ermöglicht. Im Gegenzug wurden die Raver an der Strecke von der Berliner Messe bewirtet. Eine verstärkte Überwachung der Schwarzhändler sowie eine Einzäunung empfindlicher Grünflächen im Tiergarten ergänzte 2003 die Maßnahmen der Loveparade und erzürnte viele Besucher.

### 2004–2005: Ausfall und Insolvenz
Mangels Sponsoren fiel die Parade 2004 aus. Den Veranstaltern fehlte mehr als eine halbe Million Euro, hauptsächlich für die Müllbeseitigung. Ende 2004 trat zudem Fabian Lenz als Geschäftsführer der Love Parade GmbH zurück. Im Jahr 2005 sagten die Veranstalter die Parade wegen Finanzierungsproblemen erneut ab.
Im Jahr 2004 fand stattdessen eine einwöchige Love Week statt, in der mehrere Diskotheken Sonderveranstaltungen organisierten. Außerdem organisierte das Szene-Magazin Partysan am 10. Juli des Jahres unter dem Motto „Fight The Power“ eine Demonstration für den Erhalt der Loveparade, die teilweise über die alte Paradestrecke am Kurfürstendamm führte. Nach Veranstalterangaben nahmen etwa 20.000 Menschen an dieser Parade teil; laut Handelsblatt nahmen 7500 Raver teil.
Die Firma Planetcom GmbH beantragte im September 2005 beim Amtsgericht Charlottenburg die Insolvenz, die mangels Masse am 29. November 2005 abgelehnt wurde. Die finanziell angeschlagene Planetcom GmbH wurde vor einer Löschung aus dem Handelsregisterbuch durch den Einstieg der Fitnessstudio-Kette McFit bewahrt.

### 2006: Neustart mit anderem Veranstalter

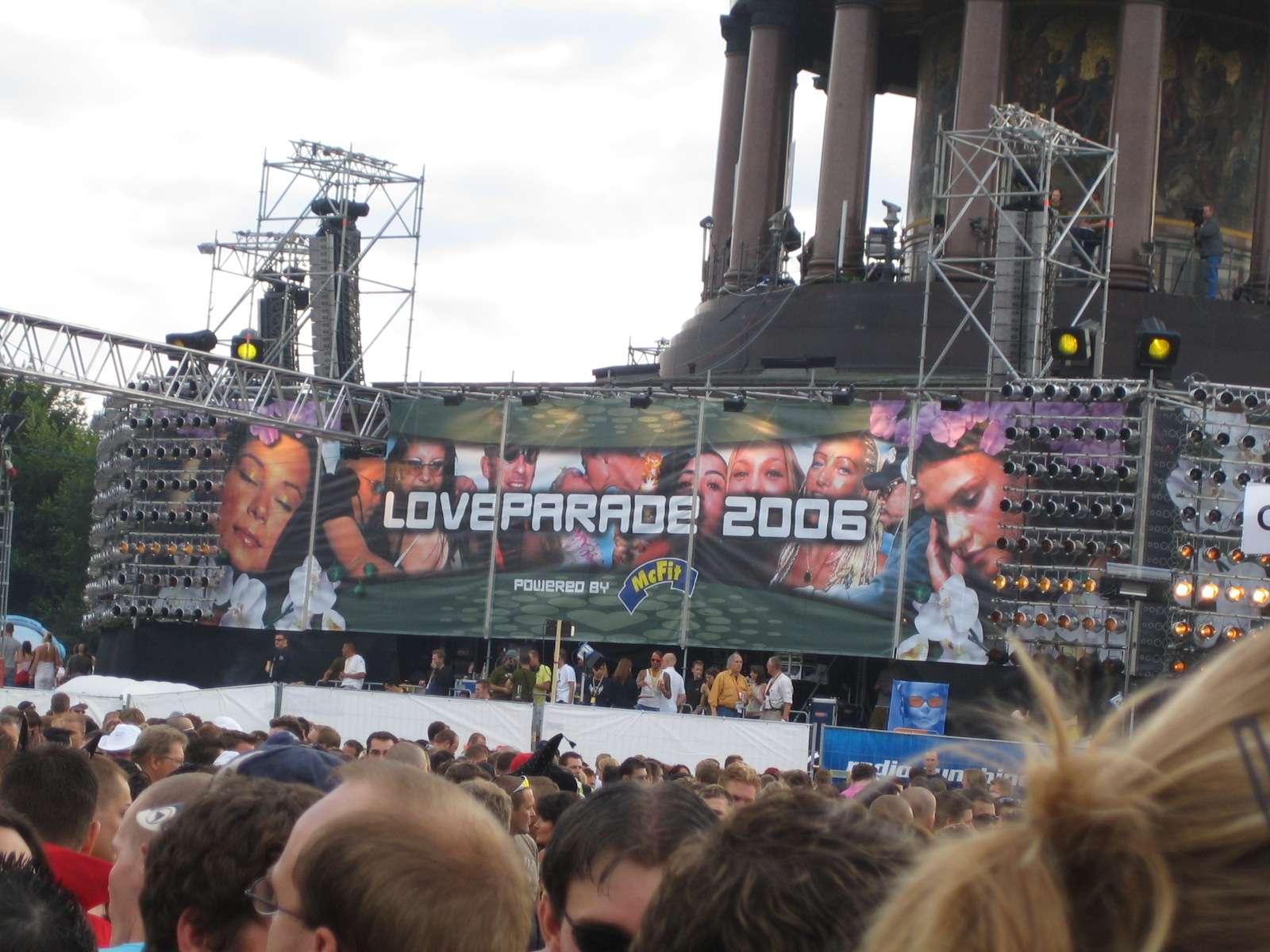
Loveparade 2006 an der Siegessäule

Auf einer Pressekonferenz am 21. Februar 2006 kündigte die Loveparade Berlin GmbH die Rückkehr der Loveparade für den 15. Juli 2006 an. Somit fand die Loveparade nach zweijähriger Auszeit wieder statt. Das Motto dieser Loveparade lautete „The Love is Back“. 2006 war nicht nur Techno, sondern die gesamte Bandbreite elektronischer Musik vertreten, so wie es die Loveparade ursprünglich schon 2003 für die Jahre 2004 und 2005 geplant hatte. Die Abschlusskundgebung fand ohne die Rede von Dr. Motte statt, der mit dem Konzept der Mitbestimmung seitens der Internetgemeinde bezüglich Wagenauswahl sowie anderen Neuerungen nicht einverstanden war. Dr. Motte unterstützte daraufhin die Fuckparade mit einem Redebeitrag.
Der Hauptsponsor McFit beteiligte sich mit einer Summe von drei Millionen Euro an den wesentlichen Kosten. Die Loveparade wurde als Marketinginstrument Teil der Marketingstrategie des Fitnessstudio-Unternehmens. Die Parade hatte mit dem Geld verschiedene Neuerungen eingeführt. So wurden die Kosten für die Bereitstellung und den Aufbau der insgesamt 38 Musiklaster („Floats“), die an dem Zug teilnahmen, von der Loveparade Berlin GmbH getragen. Unabhängig von ihrer Finanzkraft hatten dadurch alle Clubkulturträger die gleichen Chancen, sich zu präsentieren. Die Sponsoren mieteten hierzu beim Veranstalter einzelne Wagen an und stellten sie den Clubs oder DJs zur Verfügung. Die Gestaltung der Trucks oblag den teilnehmenden Clubkulturträgern und den jeweiligen Sponsoren.
Im Gegenzug wurden 2006 die Werbeflächen der Trucks für die Sponsoren etwas vergrößert; ein Drittel der Fläche stand den Sponsoren und zwei Drittel den Clubkulturträgern zur Verfügung. Der Hauptsponsor hatte sich auf zwei Wagen visuell präsentiert. Zudem konnten die Raver mittels Voting im Internet über die Teilnahme der DJs, Clubs und Clubkulturträger mit 50-prozentiger Gewichtung mitentscheiden und diese nicht nur, wie bislang, nach der Veranstaltung bewerten. Die anderen 50 Prozent der Gewichtung wurde von einem Float-Committee bestimmt, das sich aus diversen Fachleuten aus der Szene der electronic-dance-music ohne Sponsoren zusammengesetzt hatte.

### 2007–2009: Umzug ins Ruhrgebiet

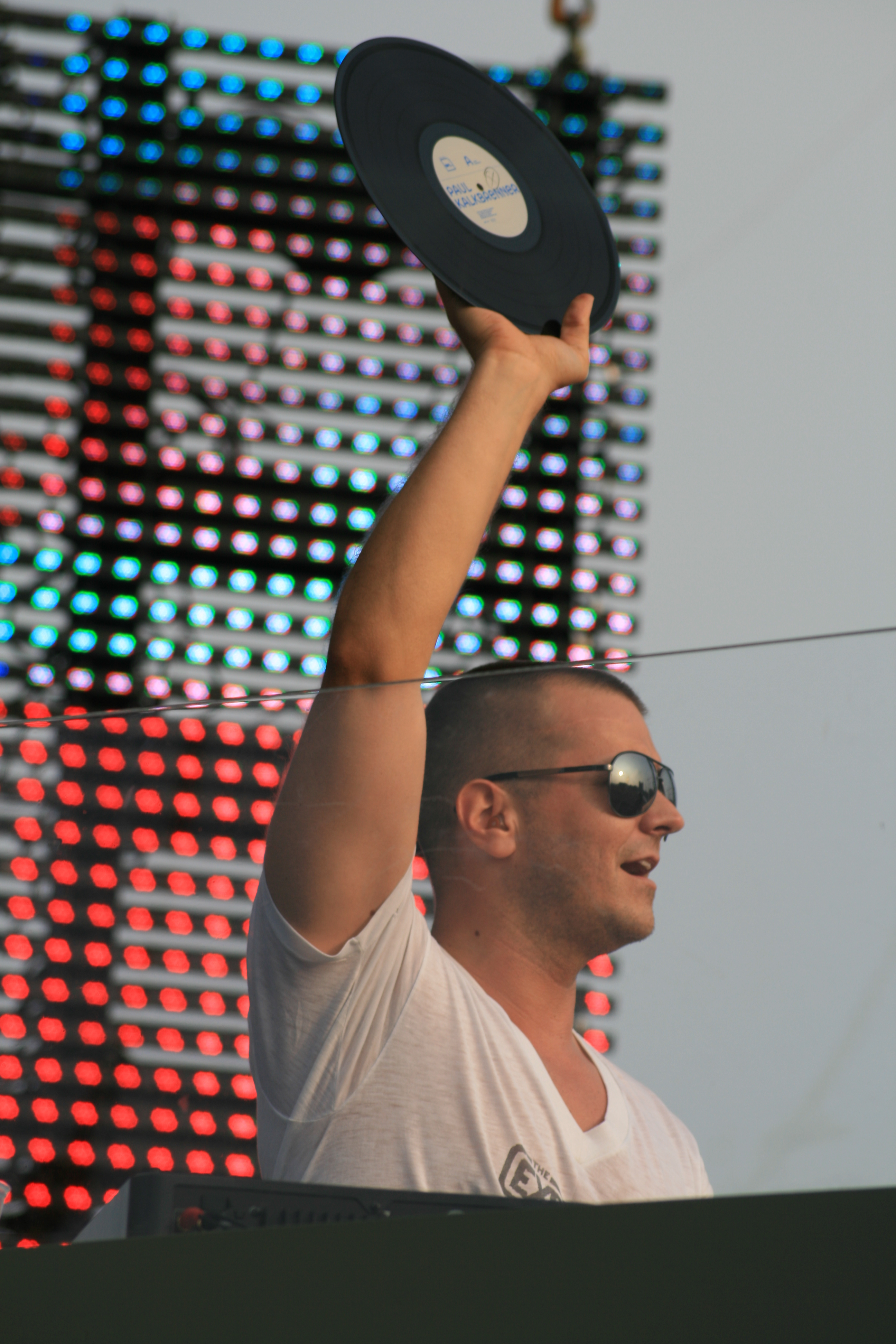
Moguai während der Abschlusskundgebung der Loveparade 2007 in Essen

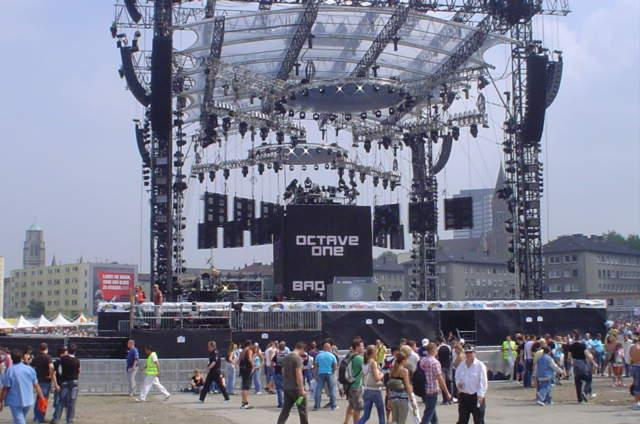
Die Bühne der Loveparade 2007 auf dem Berliner Platz

Am 4. Januar 2007 gab der Geschäftsführer der Loveparade GmbH, Rainer Schaller, an, als Veranstaltungstermin den 7. Juli 2007 für die Parade zu beantragen. Damit sollte sie eine Woche früher als in den Jahren zuvor stattfinden. Am 21. Februar wurde die Veranstaltung allerdings abgesagt, da laut Veranstalter noch keine schriftliche Genehmigung des Berliner Senats vorgelegen habe und so die benötigte Planungssicherheit nicht gegeben gewesen sei. In einem Interview mit der Süddeutschen Zeitung erwähnte Schaller, er sei Geschäftsführer der größten Fitnesskette Deutschlands und der Oberbürgermeister habe keine Zeit für ihn. Es fehle ihm ein Bekenntnis zur Loveparade. Er äußerte sich jedoch zuversichtlich, dass eine Parade 2007 in einer alternativen europäischen Stadt veranstaltet werden könne. Unter anderem hatte die Stadt Köln bereits Verhandlungen aufgenommen, die sich mit dem Verweis auf langjährige Erfahrungen mit öffentlichen Großveranstaltungen anbot. Im Gespräch waren ebenfalls die Städte Stuttgart und Leipzig sowie das Ruhrgebiet mit Essen und Dortmund.
Am 21. Juni 2007 wurde vom Betreiber und der  Wirtschaftsförderungsgesellschaft Metropoleruhr GmbH die Stadt Essen als erster Veranstaltungsort im Ruhrgebiet bekannt gegeben. Die LP sollte für 2007–2011 in Essen, Dortmund, Bochum, Duisburg und Gelsenkirchen stattfinden. Die 17. Loveparade fand am 25. August 2007 in Essen statt, wurde von RTL II und VIVA im Fernsehen übertragen.
Am 19. Juli 2008 wurde die 18. Loveparade in Dortmund auf dem Rheinlanddamm veranstaltet. Auf einem zwei Kilometer langen Teil der Bundesstraße 1 zogen 37 Musiklaster („Floats“) ihre Kreise, zum ersten Mal mit einem türkischen Truck „Turkish Delights“. Das Motto dieser Loveparade lautete „Highway to Love“. Die Strecke mündete an den Dortmunder Westfalenhallen auf die dortigen Parkplatzflächen, auf denen die Abschlusskundgebung stattfand.
Gegen 17:30 Uhr wurde am Rande der Veranstaltung vom Oberbürgermeister Gerhard Langemeyer eine geschätzte Besucherzahl von 1,6 Millionen Besuchern und Teilnehmern bekannt gegeben. Die Zahl von 1,6 Millionen Teilnehmern wurde durch die Veranstalter und die Polizei bestätigt. Ein Forschungsprojekt, das die Besucherzahlen der Loveparade in Essen und Dortmund untersucht hat, kam zu dem Ergebnis, dass die offiziellen Schätzungen deutlich zu hoch lagen und nur 850.000 Personen im Verlaufe des Tages unterwegs waren.

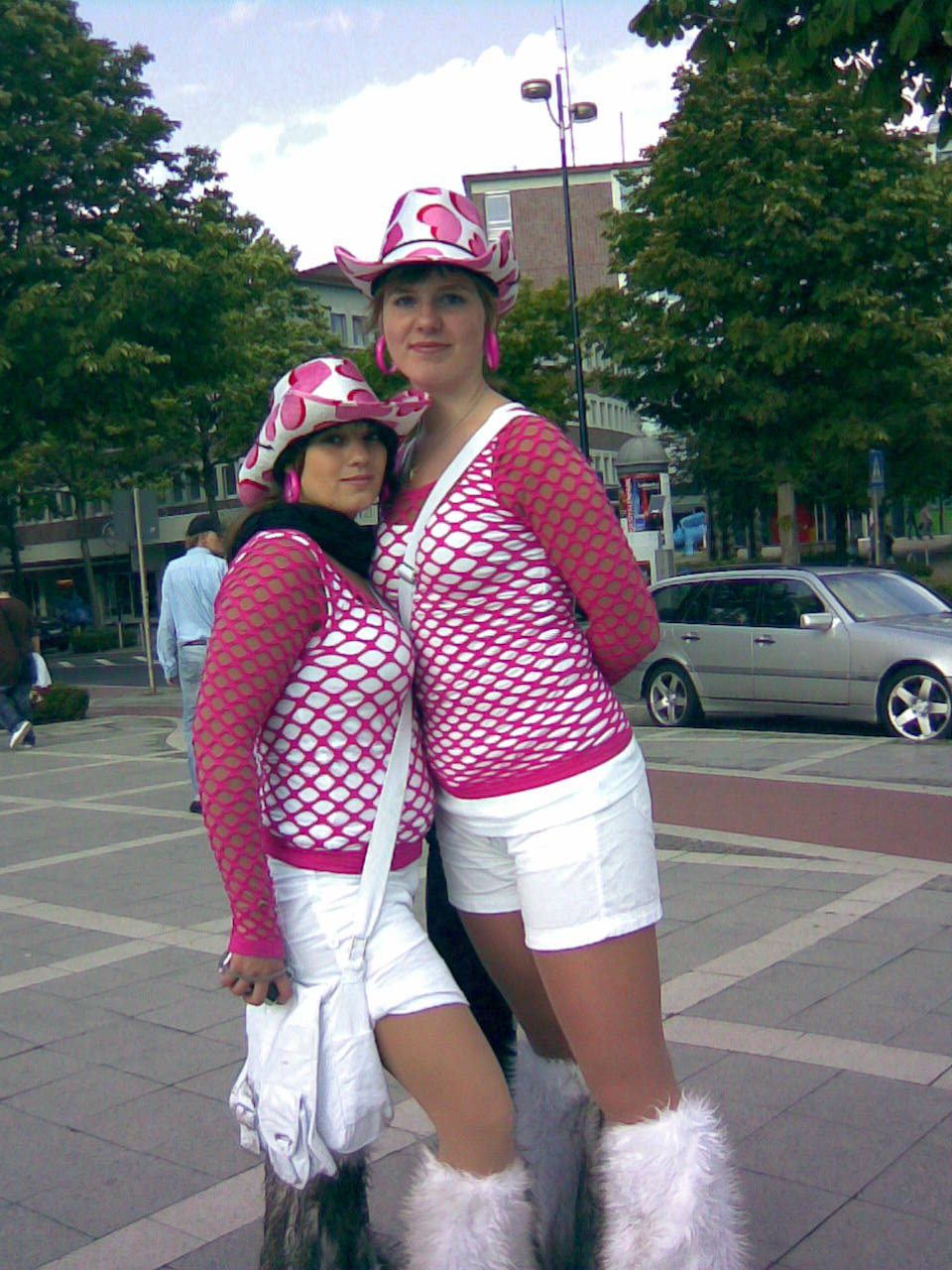
Besucherinnen der Loveparade 2008
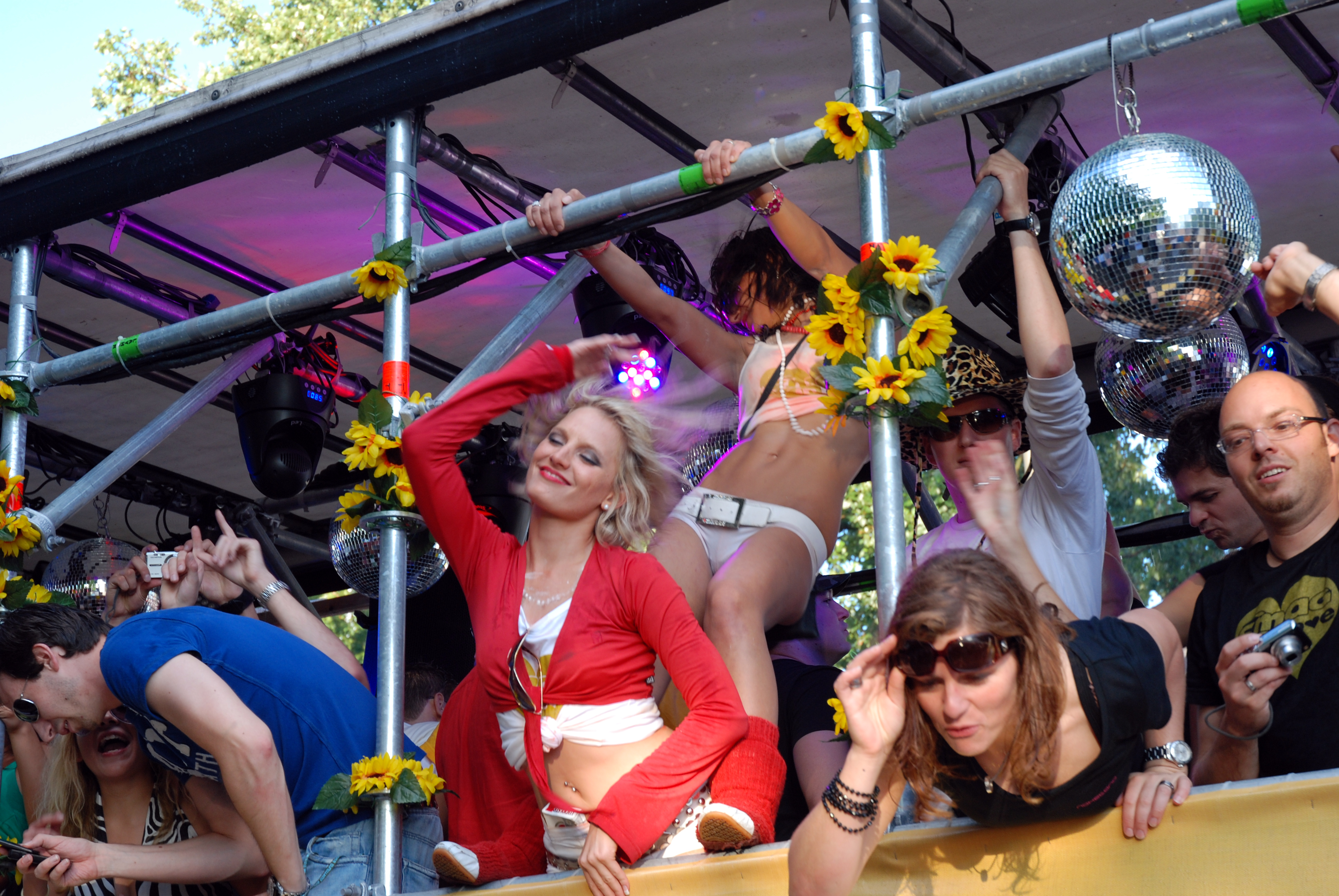
Lovemobile auf der Loveparade 2008
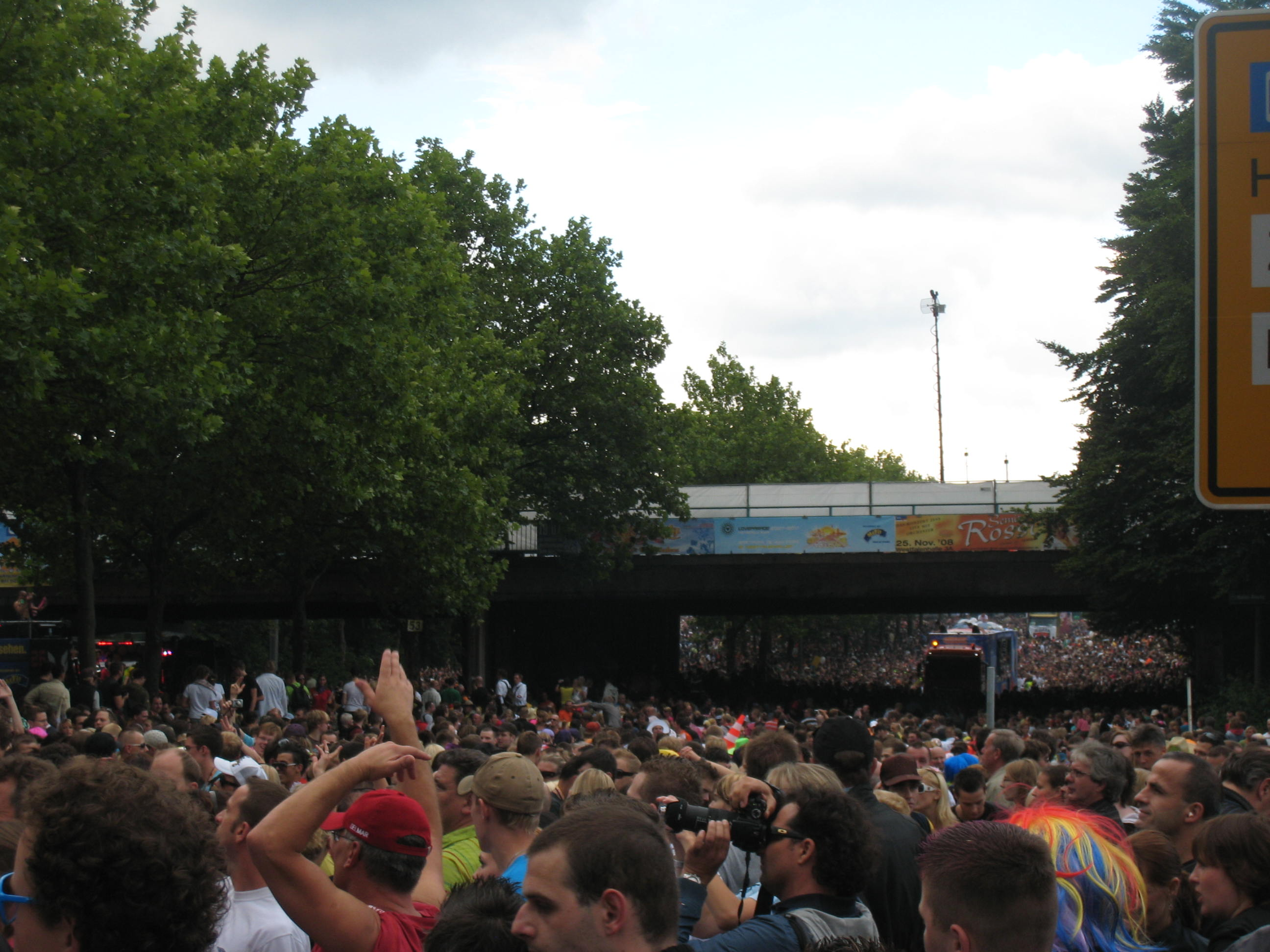
Menschenmassen unter der Bundesstraße 54
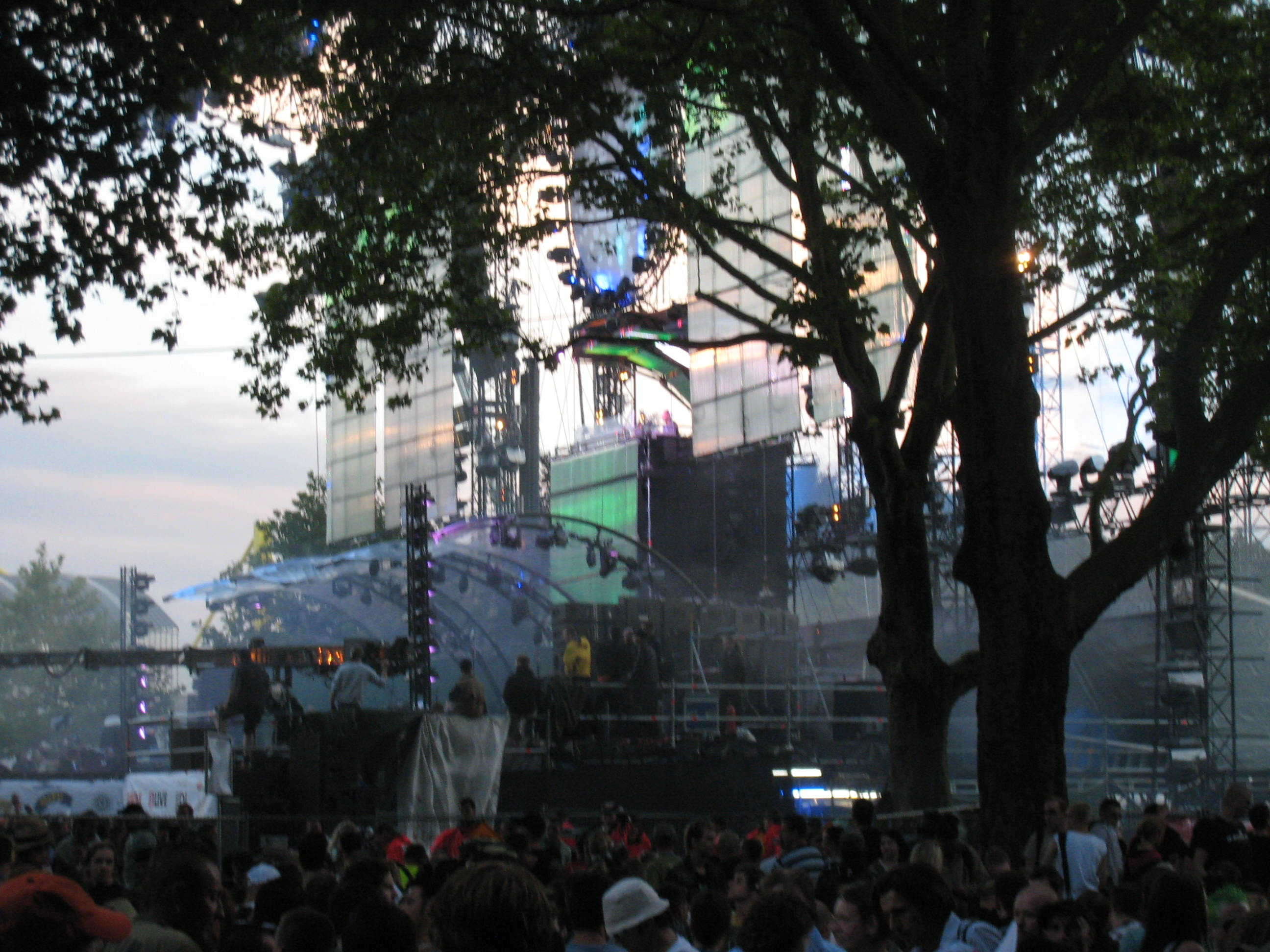
Abschlusskundgebung

Die ursprünglich 2009 in Bochum geplante Loveparade wurde am 14. Januar 2009 abgesagt. Grund für die Absage der Techno-Veranstaltung waren massive Sicherheitsbedenken seitens Stadt und Polizei. Die Kapazität des Bochumer Hauptbahnhofs, der maximal 16.000 Menschen pro Stunde befördern kann, wurde als zu gering eingeschätzt. Die Stadt teilte mit, sie habe nicht die Voraussetzung, den Ansturm von mehreren 100.000 Besuchern zu bewältigen. Bis zuletzt gab es in Bochum außerdem keine passende Strecke für das Großereignis.
Maßgeblich an der Absage war der damalige Polizeipräsident Thomas Wenner beteiligt. Um sich gegen die öffentlichen Vorwürfe zu wehren, schrieb Wenner im Januar 2009 einen offenen Brief:
„Was denken sich eigentlich Politiker und Journalisten, die die Metropole Ruhr als Monstranz ihrer Popularität vor sich hertragen, wenn es um die Verantwortung derer geht, die als Amtsträger für die Folgen ihres Handelns persönlich haften? Die mit ihrem Tun die öffentliche Sicherheit zu gewährleisten haben? Die die Enge des Veranstaltungsraumes und die Disfunktionalität der Zu- und Abfahrtströme kennen, die wissen, dass es schon in Dortmund diesbezüglich heikle Situationen gegeben hat? Die wissen, dass ein Großteil der bis zu 1,5 Millionen jungen Teilnehmer erheblich unter Alkohol und Drogen stehen wird und die sich die Auswirkungen einer Panik unter so vielen Menschen unter solchen Umständen auf so engem Raum unverblendet von Wichtigtuerei vorstellen können? Alles nur unerhebliche Opfer für die Metropole Ruhr?
Eine Metropole, die als solche überhaupt keine verantwortlich Handelnden kennt, weil die Politik dafür keine Voraussetzungen geschaffen hat. Wer manifeste Sicherheitsbedenken so wenig ernst nimmt, obwohl sie offenkundig sind, sollte sich von Verantwortung fernhalten, statt auf die einzuprügeln, die sich ihrer Verantwortung bewusst sind und sich ihr stellen. Wir wissen ja alle, dass es dieselben Menschen sind, die beispielsweise bei Kernkraft oder Gentechnologie genau wissen, dass alles, was geschehen kann auch geschehen wird und die, wenn es geschehen ist als erste pharisäerhaft auf die verantwortungslosen Verantwortungsträger zeigen, denen es dann auf der Anklagebank wenig hilft über die Metropole Ruhr zu schwadronieren. Denen werden dann die objektiven Fakten und ihr Wissen und Wollen vorgehalten, sonst nichts, weil Verantwortung so geht. Zu Recht, als ständige Erinnerung, körperliche Unversehrtheit und Leben anvertrauter Menschen so gut wie möglich zu schützen, auch wenn der Spaßfaktor auf der Strecke bleibt. Überleben ist wichtiger […]“
Wenner wurde im gleichen Jahr gegen seinen Willen vorzeitig in den Ruhestand versetzt.

### 2010: Unglück und Ende der Veranstaltung
Am 16. April 2010 wurde bekanntgegeben, dass die Finanzierung der Loveparade in Duisburg gesichert sei. Bestandteil der Refinanzierung der kommunalen Kosten, die mehrere Monate intensiv diskutiert wurden, war auch ein Unterstützeraufruf der Stadt Duisburg. Es handelte sich dabei um eine Veranstaltung in einem umzäunten Gebiet. Am 24. Juli 2010 fand die Loveparade auf dem Gelände des ehemaligen Güterbahnhofes Duisburg nahe dem Hauptbahnhof unter dem Motto The Art of Love statt. Auf dem Gelände des ehemaligen Güterbahnhofs wurden vor und nach der Loveparade Fliegerbomben gefunden und entschärft, wobei entsprechende Sicherheitszonen eingerichtet und die Evakuierung der Anwohner vorgenommen wurde. Die Besucher konnten nicht aus verschiedenen Richtungen zur Veranstaltungsstrecke oder ihrem Zielort anreisen, sondern mussten zuletzt alle eine Rampe als Zu- und Ausgang benutzen.
Die Love Parade galt im Vorfeld als eine der wichtigsten und größten Veranstaltungen zur RUHR.2010 im Rahmen der Feiern des europäischen Kulturhauptstadtjahres, auch wenn sie weder finanziell noch organisatorisch von dessen Organisatoren unterstützt wurde.

#### Unglück bei der Loveparade 2010
Im Eingangsbereich zum Veranstaltungsgelände kam es gegen 17 Uhr zu einem Gedränge, das nach Angaben der Duisburger Staatsanwaltschaft insgesamt 21 Todesopfer sowie mindestens 652 Verletzte, darunter etwa 40 Schwerverletzte, zur Folge hatte. Die Veranstaltung wurde nach dem Unglück bis um 23 Uhr weitergeführt, um eine mögliche Panik bei einem plötzlichen Abbruch zu vermeiden.
Am 25. Juli 2010 wurde vom Veranstalter Rainer Schaller während einer Pressekonferenz mitgeteilt, dass die Loveparade künftig nicht mehr fortgeführt werde.

### 2011–2019: Neue Versuche: B-Parade und Zug der Liebe
2011 sollte die Loveparade in Gelsenkirchen stattfinden. Das Unglück habe dem Ansehen Schallers und McFit sehr geschadet. Das Unternehmen stürzte im Markenmonitor ab und erlitt wirtschaftliche Einbußen.
Auf einer Pressekonferenz am 6. März 2012 in Berlin wurde mit der B-Parade eine Nachfolgeveranstaltung für den 21. Juli 2012 angekündigt. Wie in früheren Jahren sollte die angestrebte Veranstaltung auf der Straße des 17. Juni ausgehend vom Brandenburger Tor in Berlin stattfinden. Das auf der Pressekonferenz vorgestellte Konzept berücksichtigte ausdrücklich den Umweltschutz und Müllvermeidung. Die für 2012 angekündigte B-Parade wurde, wie schon in den Jahren davor, abgesagt. Ein Übersichtsartikel zu den Absagen seit 2008 von Sebastian Leber erschien im Tagesspiegel am 15. Juli 2012 unter der Überschrift Phänomen B-Parade: Viel Nichts statt Lärm.
Seit 2015 gibt es eine neue größere Technoparade in Berlin: am 25. Juli 2015 zog der erste Zug der Liebe durch die Stadt. Der Zug der Liebe sieht sich selbst allerdings nicht als Nachfolger der Loveparade, sondern mehr als eine politische Demonstration, die ein Zeichen setzen soll für mehr Mitgefühl, Nächstenliebe und soziales Engagement.

### Ab 2020: Rave The Planet Parade
Im Januar 2020 gab Matthias Roeingh, alias Dr. Motte, der Initiator der ersten Loveparades, das Ziel bekannt, mithilfe eines Fundraisingmodells zusammen mit der von ihm mitgegründeten Rave The Planet gGmbH die Parade im Folgejahr mit alten Traditionen, allerdings unter anderem Namen, zurück nach Berlin zu holen. Als Kreativdirektoren an diesem Projekt arbeiten auch Ellen Dosch-Roeingh (Dr. Mottes Ehefrau) und Matthias Kaminsky (bis August 2021) mit. Teile dieser Arbeit hat Kaminsky in seinem Buch erklärt.
Die erste Rave The Planet Parade wurde als Demonstration für den 10. Juli 2021 offiziell angemeldet. Aufgrund der COVID-19-Pandemie wurde die Demonstration im Januar 2021 auf den 9. Juli 2022 verlegt und fand somit an Roeinghs 62. Geburtstag statt. Die Parade mit 18 Wagen begann am Berliner Kurfürstendamm bei zunächst strömendem Regen. Die Polizei zählte in der Spitze rund 200.000 Teilnehmer, wohingegen Roeingh von rund 300.000 Teilnehmern sprach.

## Organisation

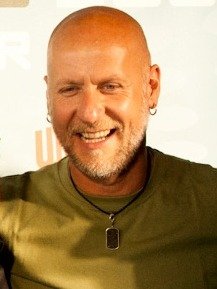
Rainer Schaller bei einer Pressekonferenz im Vorfeld der Loveparade 2010 in Duisburg

Inhaber der Marke Loveparade ist die Love Parade Berlin GmbH. Veranstalter der für Besucher kostenlosen Loveparade war die Lopavent GmbH (ehemals: PlanetCom GmbH).
Rainer Schaller war seit Januar 2006 neuer Geschäftsführer und Mitgesellschafter der beiden Firmen. Er war zudem Hauptsponsor der Loveparade 2006 mit seiner Fitnesskette McFit.
Der Geschäftszweck der Love Parade Berlin GmbH war der Schutz des in verschiedenen Ländern rechtlich geschützten Markennamens Loveparade und dessen Lizenzvermarktung. Ehemalige Gesellschafter waren Matthias Roeingh (Dr. Motte), Ralf Regitz, Sandra Molzahn, William Röttger und Andreas Scheuermann. Seit dem 31. Oktober 2006 war Rainer Schaller alleiniger Inhaber und Geschäftsführer der Love Parade Berlin GmbH, während die ehemaligen Mitgesellschafter ausschieden (durch Anteilsaufkäufe und -übernahmen).
Ursprünglicher Organisator der Loveparade war die Firma Planetcom gewesen. Planetcom hatte mit dem Berliner Senat einen Vertrag über die Durchführung der Loveparade bis zum Jahr 2006 abgeschlossen. Danach wurde die Nutzung der Straße des 17. Juni neu verhandelt; seit November 2005 lagen dem Senat Anträge der Konkurrenz-Parade „B-parade / Berlin Dance Parade“ für die Jahre 2009 bis einschließlich 2020 für die Durchführung einer Parade am jeweils zweiten Wochenende im Juli vor. Die Nachfolgefirma von Planetcom war die Lopavent GmbH, deren Geschäftsführer und Inhaber Rainer Schaller war. Er hatte die Planetcom GmbH aus der bestehenden Insolvenz geholt, um sie umzufirmieren.

## Kritik

### Kommerzialisierung
Kritiker warfen den Veranstaltern einen kommerzialisierten Ausverkauf vor. So wurden zum Beispiel dem Privatsender RTL II die Fernsehübertragungsrechte verkauft. Die etwa achtstündige Liveübertragung wurde in ein Sendeformat eingebunden, das die Technoveranstaltung verzerrt darstellte. Andere Kompensationen der Veranstalter, wie das Soundsystem, wurden ebenfalls kritisiert. Der Sender Freies Berlin sendete mit Gotthilf Fischer als Moderator von der Loveparade, dessen unfreiwilliger Drogenkonsum für Schlagzeilen sorgte.
Die Veranstaltung zog Schwarzmarkthändler an, die zum Teil minderwertige Verpflegung, Trillerpfeifen oder T-Shirts mit gefälschten Loveparade-Logos verkauften. Durch die Einfriedung des Geländes ging der Schwarzhandel 2006 zurück. Größere Unternehmen, wie Lego, nutzten die Parade als PR-trächtiges Motiv für ihre Produkte oder profitierten vor Ort vom Besucheransturm in der Gastronomie.
Seit Mitte der 1990er Jahre war es aufwändiger geworden, die Gebühren und Lizenzen für ein eigenes Soundmobil selbst aufzubringen. Einige Clubs, Labels und DJs gaben zuletzt oft nur noch ihren Namen für die Wagen, weil sie die Sicherheitsauflagen, die Lizenzgebühren und Vorgaben einiger Sponsoren kaum noch erfüllen konnten. Das gesamte Erscheinungsbild wurde von speziellen Agenturen bestimmt. Diese verkauften Werbeflächen meistbietend an verschiedene Sponsoren. Oft bestimmten die Sponsoren nicht nur über das optische Erscheinungsbild, sondern nahmen Einfluss auf einen möglichst massenkompatiblen Sound. Auf den Wagen tanzten kaum noch Raver, sondern professionelle Go-go-Girls. Andere Wagenplätze wurden an Geschäftspartner vergeben oder verkauft.

### Demonstrationsrecht
Kritiker warfen der Loveparade einen Missbrauch des Demonstrationsrechts nach dem Versammlungsgesetz vor. Für Argwohn auf Seiten der Öffentlichkeit sorgte dabei nicht nur das offensichtliche Fehlen einer politischen Aussage – eine solche ist mittlerweile nach Meinung des Bundesverfassungsgerichts Voraussetzung einer Versammlung –, sondern die geschäftlichen Aktivitäten rund um die Loveparade. Es war eine Demonstration, die von eigens zu diesem Zweck gegründeten Firmen organisiert wurde und dank eines eingetragenen Markennamens durch Lizenzgebühren getragen wurde. Dazu gehörten der Verkauf von Fanartikeln und CDs, Teilnahmegebühren für Fahrzeuge, Standgebühren für Straßenverkäufer und Übertragungsgebühren für Fernsehsender – dies geschah auf öffentlichem Grund bei einer öffentlichen Meinungskundgabe. Andererseits übertrug die Loveparade der Stadt Berlin bis zum Jahr 2001 sechsstellige Kosten für die Einsätze von Polizei, Rettungsdiensten und Reinigungskräften.
Im Jahr 2001 wurde diese Frage vom Oberverwaltungsgericht Berlin, bestätigt durch das Bundesverfassungsgericht, vorläufig entschieden und der Loveparade der Versammlungsstatus „aberkannt“. Anders als hinsichtlich der Fuckparade ist laut des Urteils davon auszugehen, dass es sich bei der Loveparade nicht um eine Demonstration oder Versammlung im Sinne des Versammlungsgesetzes handelt.

### Müll und Umweltbelastung
Im Berliner Senat und in der lokalen Öffentlichkeit gab es in den Jahren 1998 bis 2001 Auseinandersetzungen (unter anderem mit dem Berliner Zoo) wegen der Auswirkung auf den Zustand des Tiergartens als Naherholungszone für die Stadtbevölkerung. Die wirtschaftlichen Interessen der Stadt Berlin sowie eine geänderte Organisation haben letztlich immer wieder eine Durchführung ermöglicht.
Die Kosten für die Müllabfuhr am Streckenverlauf und rund um die Siegessäule, sowie die Wiederinstandsetzung der Grünanlagen nach Beschädigungen durch die Teilnehmer und von ihnen verrichteter Notdurft nach den Veranstaltungen, wurden bis zur Statusänderung der Parade von der Allgemeinheit getragen. Die Einnahmen der öffentlichen Hand aus dem Umsatz der Berliner Hotel- und Gastronomiebetriebe wurden gegen die Mehrkosten der Folgen gestellt und diskutiert.
Seit ihrer Einordnung als kommerzielle Veranstaltung trug die Loveparade die Müllabfuhrkosten selbst. Ein Bonus für die eingesetzten Mitarbeiter der Berliner Stadtreinigungsbetriebe war ein Loveparade-Shirt mit jährlich wechselndem Aufdruck:
- 1999: „We kehr for you.“
- 2003: „Spurensicherung.“
- 2006: „The Love is back. The BSR auch.“
- 2008: „Schau mir auf den Besen, Kleines.“

### Teilnehmerstruktur
Aufgrund der immer größer werdenden Teilnehmerzahl blieb eine Verschiebung der Teilnehmerstruktur nicht aus. Während sich auf der einen Seite die ursprünglich sinngebende Technobewegung immer weiter zurückzog, traten in Berlin szenefremde Touristen und Schaulustige auf, die weder Technomusik-Anhänger waren, noch die der Technoszene eigene Tanzkultur und deren Kommunikations- und Verhaltensgepflogenheiten kannten. Dies trieb viele Anhänger der Loveparade zu kleineren Raves und Technoparaden wie der Fuckparade.

## Rezeption
- Günter Grass widmet in seinem 1999 erschienenen Buch Mein Jahrhundert ein Kapitel der Loveparade von 1995, der letzten auf der alten Strecke. Die neue Strecke Tiergarten spricht er an.
- Bodo Wartke behandelt die Veranstaltung in seinem kabarettistischen Lied Loveparade.
- Der Regisseur Romuald Karmakar stellte im Jahr 2003 den Dokumentarfilm 196 bpm – Die Love-Parade 2002 fertig.[74]
- Der Spielfilm Be.angeled von Roman Kuhn aus dem Jahr 2001 spielt auf der Loveparade 2000 und erzählt in Episoden die Geschichten von acht Loveparade-Besuchern.

## Loveparade international

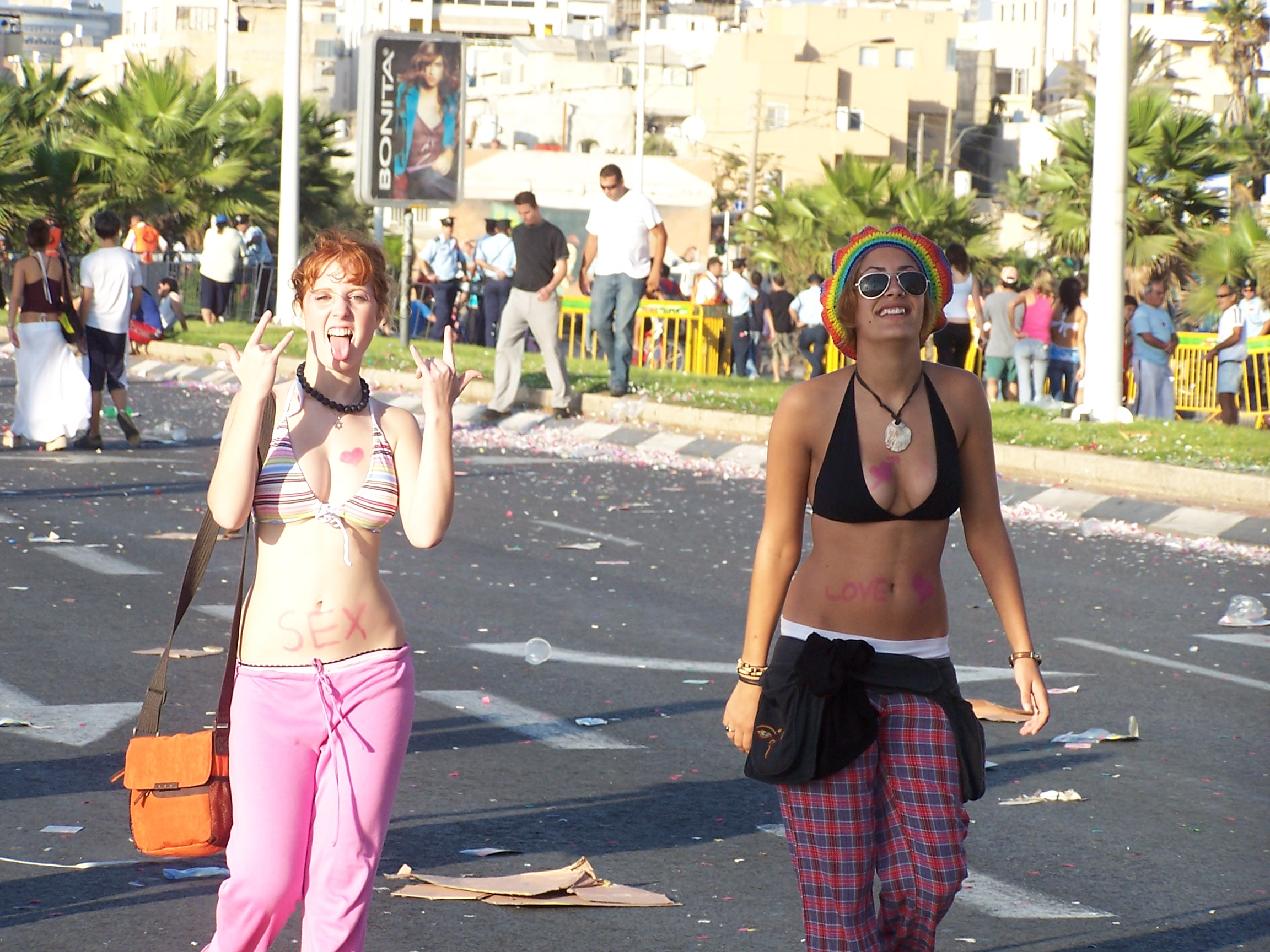
Zwei Frauen auf der Loveparade in Tel Aviv, 2004

In anderen Städten der Welt wurden mehrere weitere Techno-Großevents unter dem gleichen Label Loveparade organisiert. So wurde die Loveparade jährlich in Buenos Aires (besser als Buenos Aires Energy Parade bekannt), Tel Aviv, Kapstadt, Wien, Mexiko-Stadt, San Francisco oder Santiago de Chile zelebriert. Das Motto war dabei immer das Gleiche wie in Berlin.
Weitere Technoparaden
Des Weiteren hat die Loveparade viele Veranstalter inspiriert, eine eigene Technoparade zu initiieren, weshalb sie als die „Mutter der Paraden“ bezeichnet wird. So entstanden ab den 1990er Jahren in mehreren Städten und Ländern vergleichbare Technoparaden, allerdings in kleinerem Umfang als die Loveparade. Lediglich die Street Parade in Zürich erreichte ebenfalls wiederholt bis zu einer Million Teilnehmer.
Zu den größeren Technoparaden der 1990er und 2000er Jahre gehören:
 Zürich – Street Parade (seit 1992)

 Genf – Lake Parade (1997–2017)

 Paris – Techno Parade (seit 1998)

 Hamburg/Kiel – Generation Move (1995–2007)

 München – Union Move (1995–2001)

 Hannover – Reincarnation (1995–2006)

 Bremen – Vision Parade (2002–2006)

 Budapest – Budapest Parade (2000–2006)
Als Alternativbewegung zur Loveparade entstand 1997 die noch stattfindende Fuckparade in Berlin. In Zürich findet als Gegenparade zur Street Parade seit 1996 am selben Tag die Antiparade statt. Von 2007 bis 2010 fand in Wien jährlich die Freeparade (zuvor von 2001 bis 2004 die Free Republic-Parade) statt. Diese war ein als Demonstration angemeldeter Umzug durch die Stadt mit antikapitalistischen und anti-repressiven Forderungen. Sie war vollständig unkommerziell gestaltet, wurde von rund 5000 Teilnehmern besucht und von etwa 15 elektronische Musik spielenden Soundsystem-Wagen begleitet, meist aus dem Freetekno-Spektrum.
Eine Musikparade, bei der ähnlich wie bei Technoparaden ebenfalls größere Menschenmengen einen Umzug von Musikwagen begleiten, auf denen Personen tanzen, ist der seit 1997 stattfindende Schlagermove in Hamburg.

## Liste der Loveparades
Seit der ersten Veranstaltung hatte die Loveparade stets ein Motto. Seit dem Jahr 1997 wurde ein Song als Hymne für die Parade produziert und veröffentlicht. Insgesamt zehn Mal war der deutsche DJ WestBam an der Produktion beteiligt.
| Datum         | Motto                                                                  | Interpret                       | Hymne                 | Veranstaltungsort  | Besucherzahl                |
| ------------- | ---------------------------------------------------------------------- | ------------------------------- | --------------------- | ------------------ | --------------------------- |
| 1. Juli 1989  | Friede, Freude, Eierkuchen                                             |                                 |                       | Berlin             | 150                         |
| 7. Juli 1990  | The Future Is Ours                                                     |                                 |                       | Berlin             | 2000                        |
| 6. Juli 1991  | My House Is Your House And Your House Is Mine                          |                                 |                       | Berlin             | 6000                        |
| 4. Juli 1992  | The Worldwide Party People Weekend                                     |                                 |                       | Berlin             | 15000                       |
| 3. Juli 1993  | Fifth Anniversary                                                      |                                 |                       | Berlin             | 30000                       |
| 2. Juli 1994  | The Spirit Makes You Move                                              |                                 |                       | Berlin             | 120000                      |
| 8. Juli 1995  | Peace on Earth                                                         | AWeX                            | It’s Our Future       | Berlin             | 300000                      |
| 13. Juli 1996 | We Are One Family                                                      |                                 |                       | Berlin             | 750000                      |
| 12. Juli 1997 | Let the Sunshine In Your Heart (ursprünglich geplant: Save our Planet) | Dr. Motte & WestBam             | Sunshine              | Berlin             | 1000                        |
| 11. Juli 1998 | One World One Future                                                   | Dr. Motte & WestBam             | Loveparade 1998       | Berlin             | 1100000                     |
| 10. Juli 1999 | Music Is The Key                                                       | Dr. Motte & WestBam             | Music Is The Key      | Berlin             | 1500000                     |
| 8. Juli 2000  | One World One Loveparade                                               | Dr. Motte & WestBam             | Loveparade 2000       | Berlin             | 1300000                     |
| 21. Juli 2001 | Join the Love Republic                                                 | The Love Committee              | You Can’t Stop Us     | Berlin             | 1000                        |
| 13. Juli 2002 | Access Peace                                                           | The Love Committee              | Access Peace          | Berlin             | 750000                      |
| 12. Juli 2003 | Love Rules                                                             | The Love Committee              | Love Rules            | Berlin             | 500000                      |
| 2004          | 000000 ausgefallen                                                     | 000000 ausgefallen              | 000000 ausgefallen    | 000000 ausgefallen | 000000 ausgefallen          |
| 2005          | 000000 ausgefallen                                                     | 000000 ausgefallen              | 000000 ausgefallen    | 000000 ausgefallen | 000000 ausgefallen          |
| 15. Juli 2006 | The Love Is Back                                                       | WestBam & The Love Committee    | United States Of Love | Berlin             | 1200000                     |
| 25. Aug. 2007 | Love Is Everywhere                                                     | WestBam & The Love Committee    | Love Is Everywhere    | Essen              | geschätzt: 400000 1.200.000 |
| 19. Juli 2008 | Highway To Love                                                        | WestBam & The Love Committee    | Highway To Love       | Dortmund           | geschätzt: 500000 1.600.000 |
| 2009          | 000000 ausgefallen                                                     | 000000 ausgefallen              | 000000 ausgefallen    | 000000 ausgefallen | 000000 ausgefallen          |
| 24. Juli 2010 | The Art Of Love                                                        | Anthony Rother Meets Loveparade | The Art Of Love       | Duisburg           | geschätzt: 285000           |

Anmerkungen
1. ↑  Bei den Zahlen handelt es sich, sofern nicht gesondert ausgewiesen, um die Veranstalterangaben, die durch Marketinginteressen übertrieben sein können. Bei „geschätzt“ handelt es sich um die Schätzungen durch die Polizei.

## Filme
- Das Leben danach. Regie: Nicole Weegmann, Fernsehfilm, 2017.
- Loveparade – Als die Liebe tanzen lernte. Regie: Peter Scholl, RBB-Dokumentation, 2019.
- Loveparade – Die Verhandlung. Regie: Dominik Wessely, WDR-Dokumentation, 2020.